# British Empire and Commonwealth Games 1966/Badminton
Die British Empire and Commonwealth Games 1966 waren die achte Ausgabe jener Veranstaltung, die heute unter dem Namen Commonwealth Games bekannt ist. Sie fanden vom 4. bis 13. August 1966 in der jamaikanischen Hauptstadt Kingston statt. Folgend die Medaillengewinner im Badminton.

## Medaillengewinner
| Disziplin    | Gold                        | Silber                      | Bronze                             |
| ------------ | --------------------------- | --------------------------- | ---------------------------------- |
| Herreneinzel | Tan Aik Huang               | Yew Cheng Hoe               | Dinesh Khanna                      |
| Dameneinzel  | Angela Bairstow             | Sharon Whittaker            | Ursula Smith                       |
| Herrendoppel | Tan Aik Huang Yew Cheng Hoe | Ng Boon Bee Tan Yee Khan    | David Horton Roger Mills           |
| Damendoppel  | Helen Horton Ursula Smith   | Angela Bairstow Iris Rogers | Rosalind Singha Ang Teoh Siew Yong |
| Mixed        | Roger Mills Angela Bairstow | Tony Jordan Helen Horton    | Robert McCoig Muriel Ferguson      |

## Finale
| Disziplin    | Sieger                      | Finalist                    | Score             |
| ------------ | --------------------------- | --------------------------- | ----------------- |
| Herreneinzel | Tan Aik Huang               | Yew Cheng Hoe               | 15–8, 15–8        |
| Dameneinzel  | Angela Bairstow             | Sharon Whittaker            | 11–5, 11–3        |
| Herrendoppel | Tan Aik Huang Yew Cheng Hoe | Ng Boon Bee Tan Yee Khan    | 15–14, 15–5       |
| Damendoppel  | Helen Horton Ursula Smith   | Angela Bairstow Iris Rogers | 15–7, 15–7        |
| Mixed        | Roger Mills Angela Bairstow | Tony Jordan Helen Horton    | 7-15, 15–8, 15–12 |